# Patrick Franziska
Patrick Franziska (Bensheim, 11 giugno 1992) è un tennistavolista tedesco.

## Palmarès
- Giochi olimpici

Tokyo 2020: argento a squadre.